# Julija Michailowna Schamschurina
Julija Michailowna Schamschurina, gebürtig Stepanowa (* 16. Juli 1962 in Kamennoye, Udmurtische ASSR) ist eine ehemalige russische Skilangläuferin, die für die Sowjetunion startete.

## Werdegang
Schamschurina hatte ihren ersten internationalen Erfolg bei den Nordischen Junioren-Skiweltmeisterschaften 1981 in Schonach im Schwarzwald. Dort gewann sie die Bronzemedaille mit der Staffel. Ihr Debüt im Skilanglauf-Weltcup hatte sie im April 1982 in Kiruna, das sie auf dem 17. Platz über 5 km beendete. Zu Beginn der Saison 1982/83 holte sie in Klingenthal mit dem 11. Platz über 10 km ihre ersten Weltcuppunkte. Im weiteren Saisonverlauf kam sie dreimal unter die ersten Zehn und errang damit den 11. Platz im Gesamtweltcup. Bei den Olympischen Winterspielen 1984 in Sarajevo gelang ihr der 15. Platz über 20 km, der 12. Platz über 5 km, der achte Rang über 10 km und der vierte Platz mit der Staffel. Nach zwei vierten Plätzen zu Beginn der Saison 1984/85 über 5 km in Val di Sole und in Davos über 10 km, wurde sie bei den nordischen Skiweltmeisterschaften 1985 in Seefeld in Tirol Neunte über 20 km und Siebte über 10 km. Die Saison beendete sie auf dem 12. Platz im Gesamtweltcup. Bei der Winter-Universiade 1985 in Belluno gewann sie über 5 km und 10 km jeweils die Bronzemedaille. In ihrer letzten aktiven Saison 1988/89 kam sie bei allen Weltcupteilnahmen unter die ersten Zehn und errang damit den achten Platz im Gesamtweltcup. Dabei holte sie in Davos über 10 km klassisch ihren einzigen Weltcupsieg. Bei den nordischen Skiweltmeisterschaften 1989 in Lahti gewann sie die Silbermedaille mit der Staffel. Zudem wurde sie dort Siebte über 15 km klassisch und Vierte über 10 km klassisch.
Schamschurina siegte bei sowjetischen Meisterschaften zweimal mit der Staffel (1983, 1985) und jeweils einmal über 5 km (1984) und über 15 km (1989).

## Teilnahmen an Weltmeisterschaften und Olympischen Winterspielen

### Olympische Spiele
- 1984 Sarajevo: 4. Platz Staffel, 8. Platz 10 km, 12. Platz 5 km, 15. Platz 20 km

### Nordische Skiweltmeisterschaften
- 1985 Seefeld in Tirol: 7. Platz 10 km, 9. Platz 20 km
- 1989 Lahti: 2. Platz Staffel, 4. Platz 10 km klassisch, 7. Platz 15 km klassisch

## Weltcupsiege im Einzel
| Nr. | Datum             | Ort   | Disziplin                       |
| --- | ----------------- | ----- | ------------------------------- |
| 1.  | 17. Dezember 1988 | Davos | 10 km klassisch Individualstart |

## Weltcup-Gesamtplatzierungen
| Saison  | Platz | Punkte |
| ------- | ----- | ------ |
| 1981/82 | 54.   | 4      |
| 1982/83 | 11.   | 60     |
| 1983/84 | 23.   | 22     |
| 1984/85 | 12.   | 60     |
| 1988/89 | 8.    | 75     |